# جان‌پناه

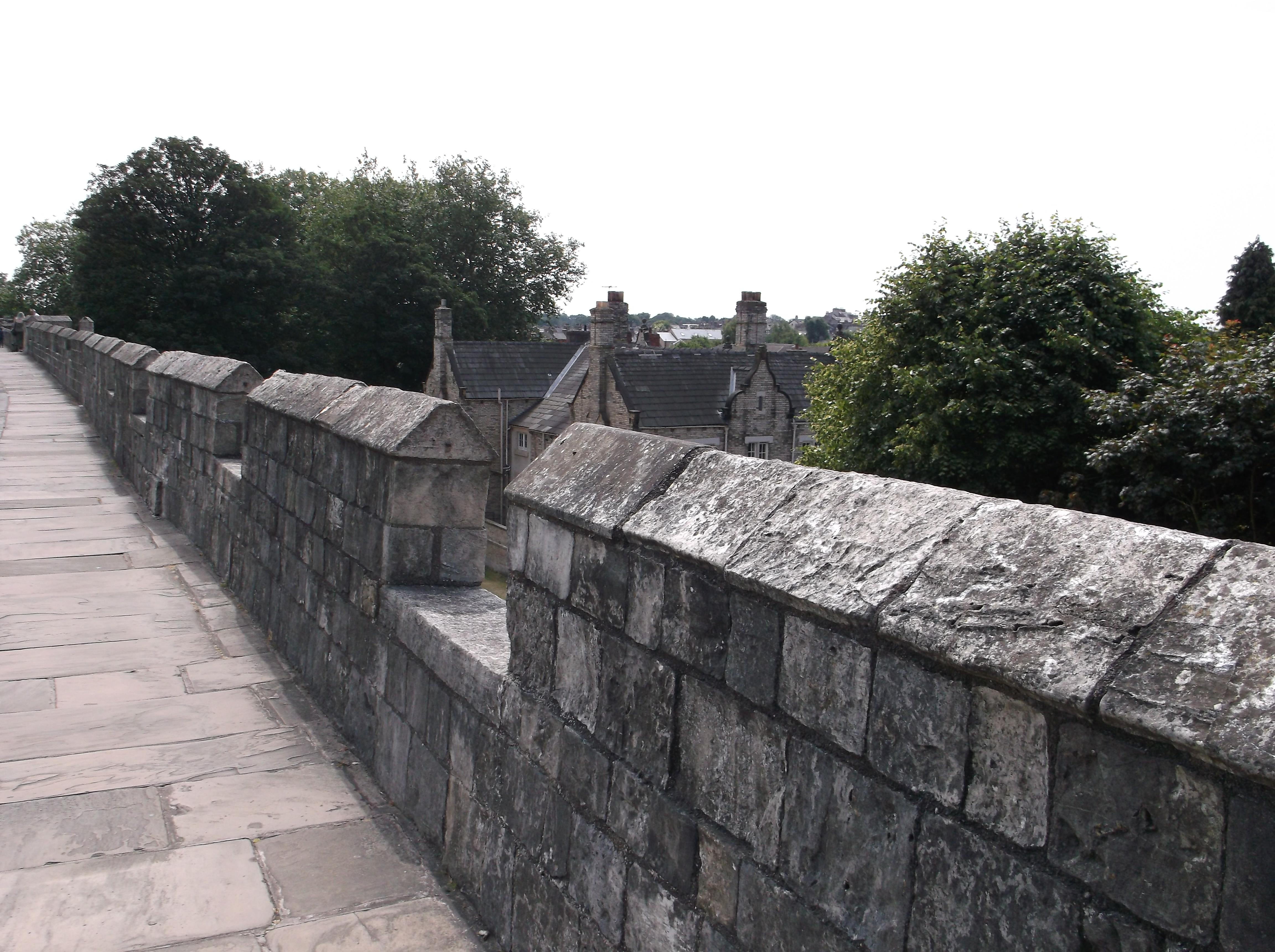
جان‌پناه کنگره‌ای دیوارهای شهر یورک

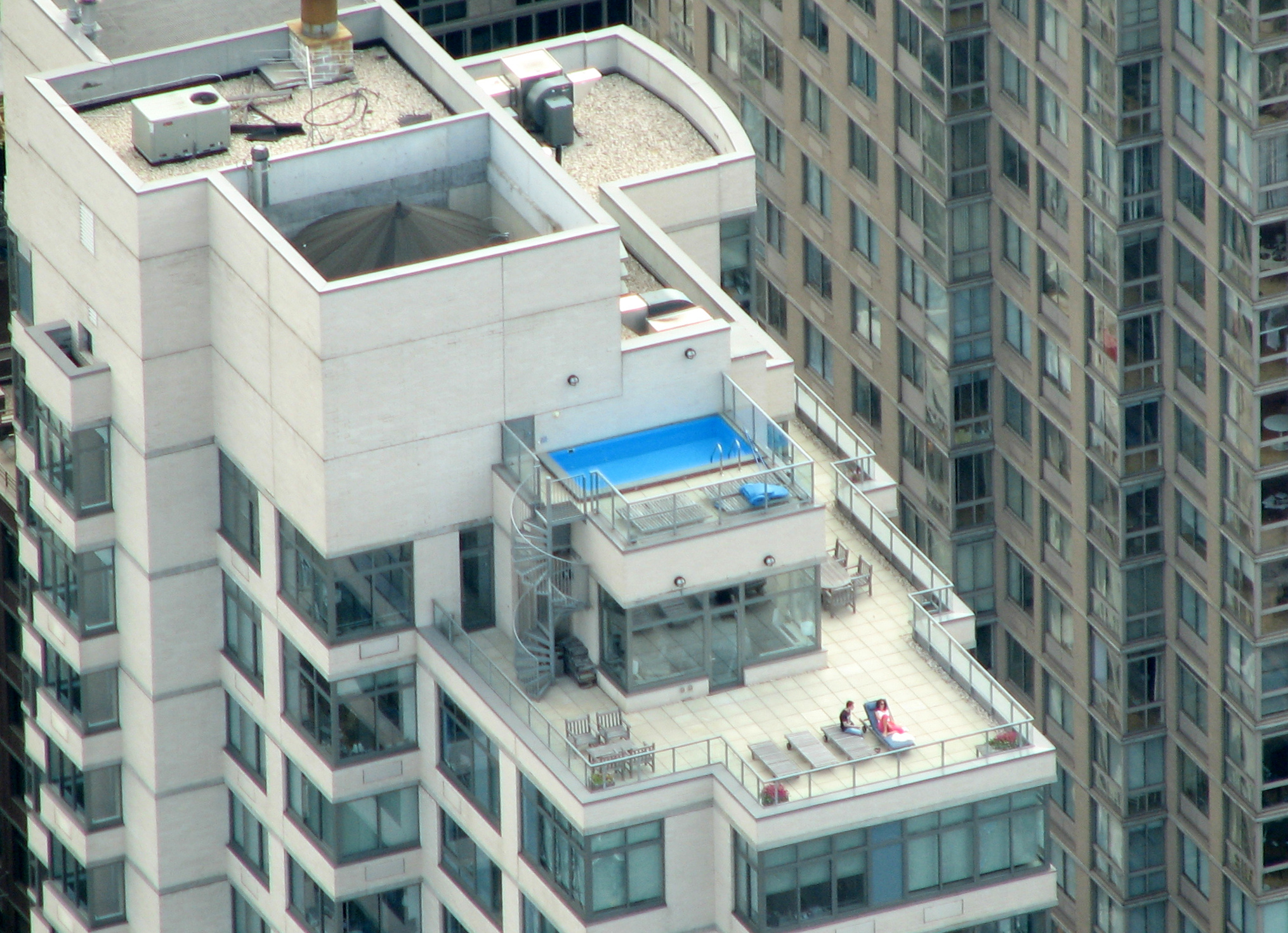
جان‌پناه امروزی و شفاف یک بام در شهر نیویورک

جان‌پناه معمولاً دیوار کوتاهی است که پیرامون بام ساختمان یا لبه‌ ایوان‌ها ساخته می‌شود. 
به عبارتی دیگر، جان‌پناه مانعی است به صورت دیوار در امتداد لبهٔ یک بام، بهارخواب، بالکن، گردشگاه یا سایر محوطه‌ها. زمانی که سقفی احداث می‌شود، جان‌پناه می‌تواند به صورت ساده با ادامه یافتن دیوارها شکل بگیرد؛ یا می‌تواند به صورت عمودی در قالب سازه‌هایی از قبیل دیوار آتش‌گیر یا بارو ایجاد شود. جان‌پناه‌ها در ابتدا به منظور حفاظت در برابر حملات نظامی ایجاد می‌شدند، اما امروزه، استفادهٔ عمدهٔ آن‌ها به عنوان حفاظ ایمنی و موانعی برای جلوگیری از گسترش آتش و حفاظ روی دیوار منازل است.
به لبه بالایی جان‌پناه‌ها، دست‌انداز و گاه هندریل می‌گویند.
جان‌پناه یکی از ملزومات ساختمانی است و جان‌پناه ‌مناسب‌، علاوه بر ایجاد امنیت بیشتر در ساختمان‌، باعث زیبایی نمای ساختمان‌های شهری نیز می‌شود.

## نگارخانه

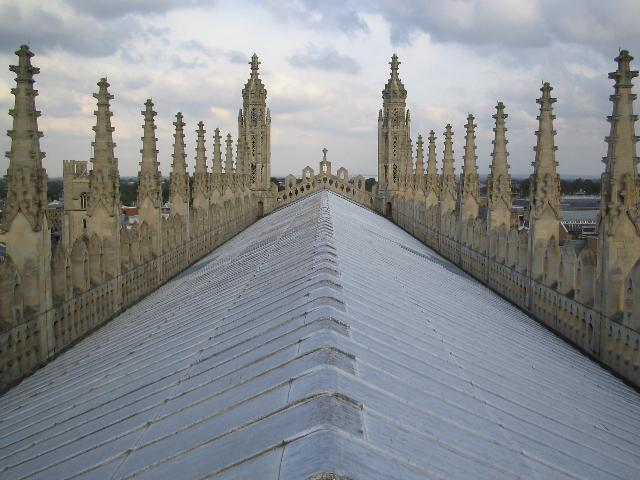
جان‌پناه‌های هنرمندانه بام کالج چاپل کینگ، کمبریج
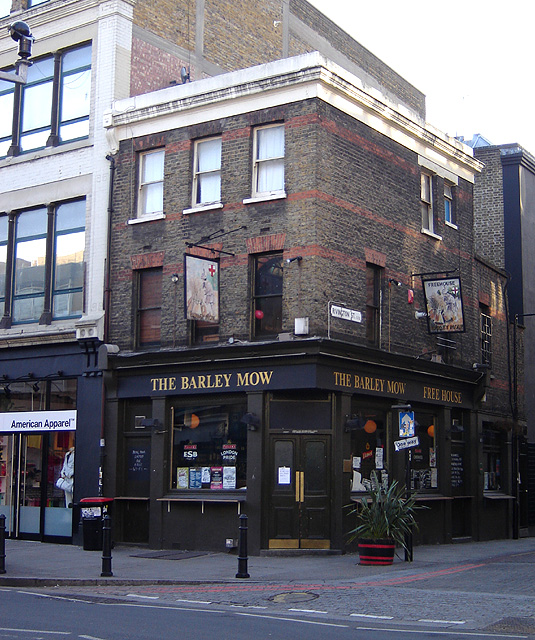
جان‌پناهی تزئین شده یک ساختمان در انگلستان
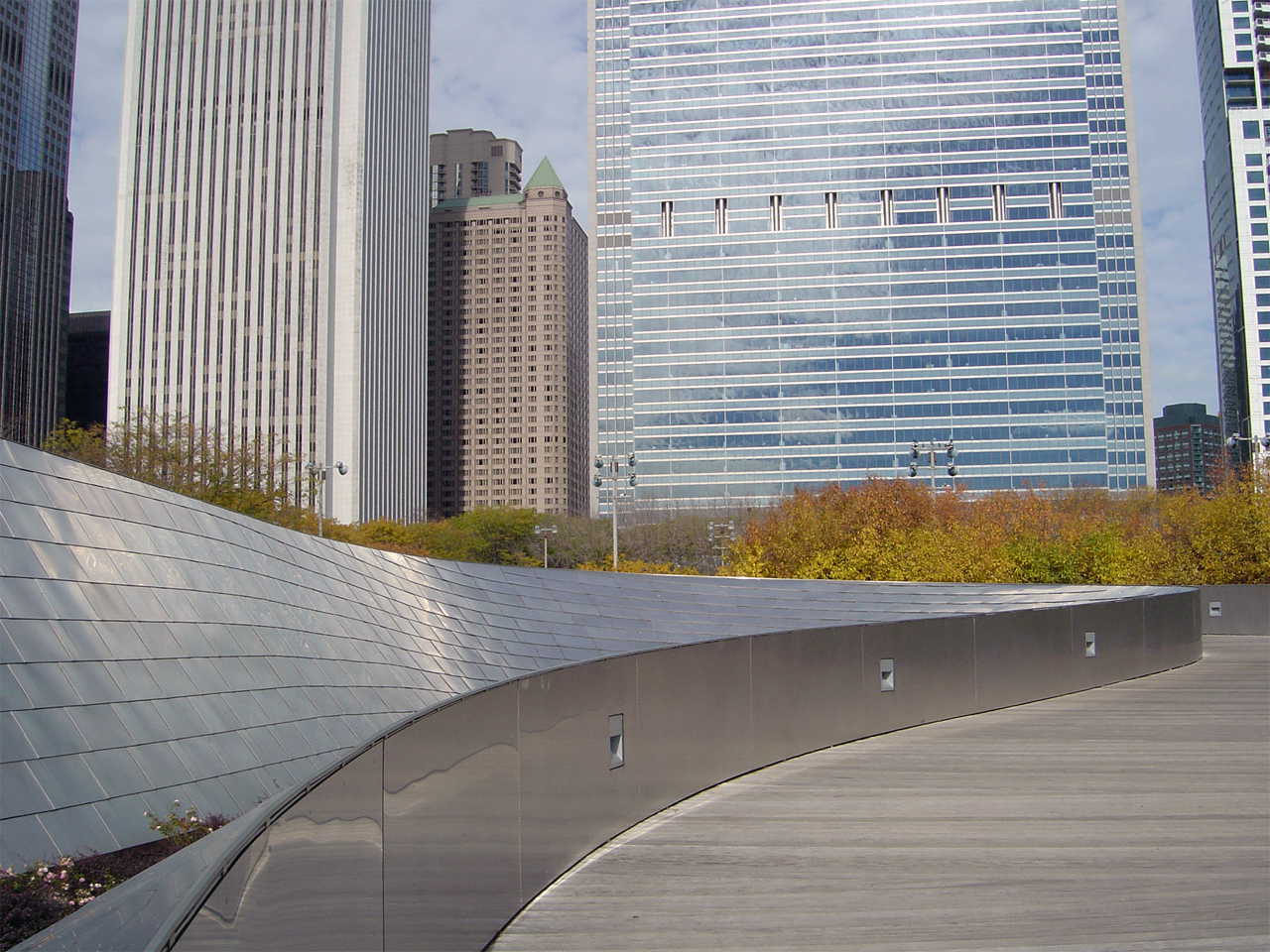
یک جان‌پناه امروزی با چراغ‌های الکتریکی به عنوان گارد ریل پل پدسترین در شیکاگو
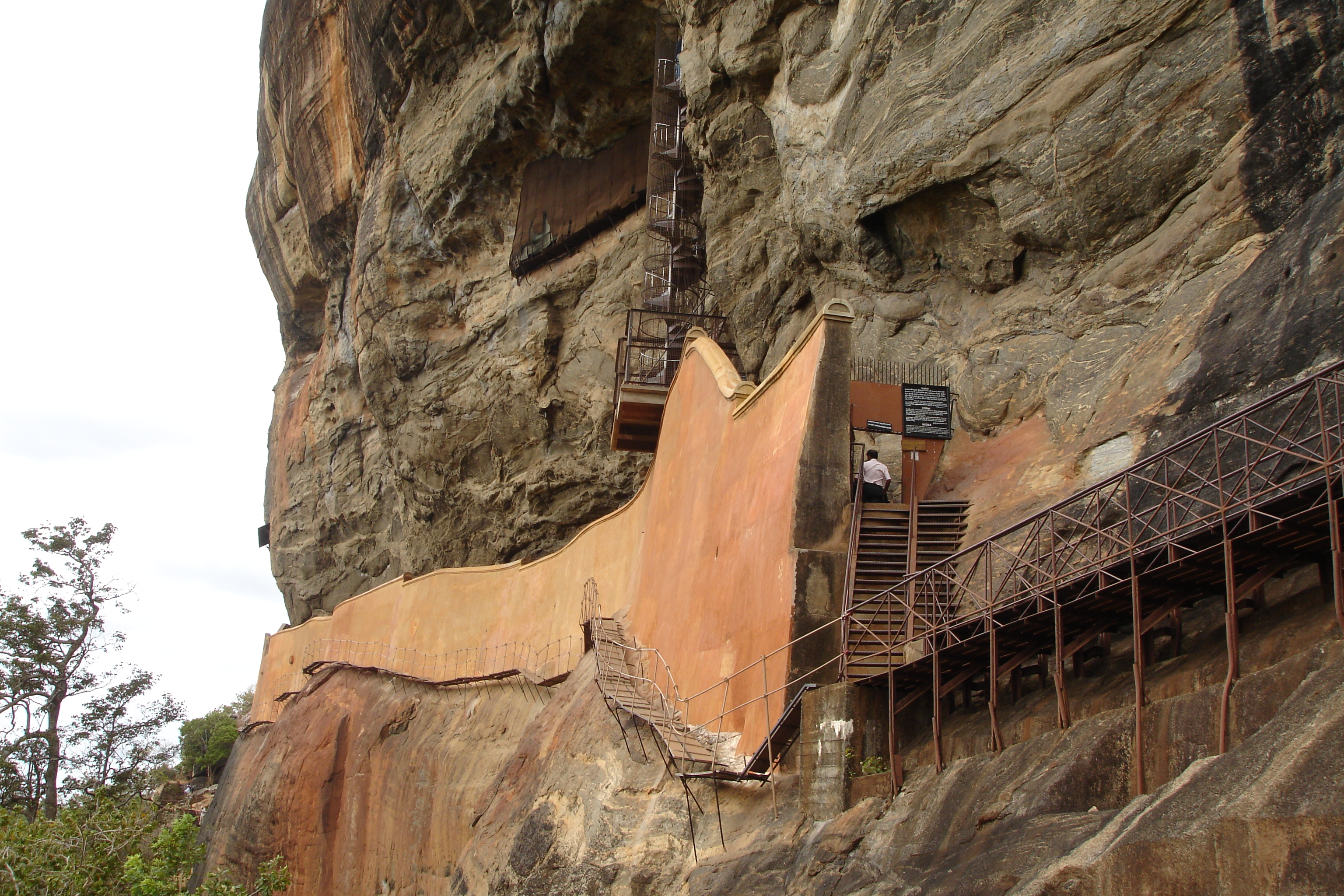
دیوار آینه در سیگیرییا، سریلانکا